# السلام (الشرقية)
قرية السلام هي إحدى القرى التابعة لمركز بلبيس في محافظة الشرقية في جمهورية مصر العربية. حسب إحصاءات سنة 2006، بلغ إجمالي السكان في السلام 17919 نسمة، منهم 9045 رجل و8874 امرأة.